# James H. Schmitz
Pour les articles homonymes, voir Schmitz.
Œuvres principales
- Série The Hub

James H. Schmitz, né le 15 octobre 1911 à Hambourg dans l'Empire allemand et mort le 18 avril 1981  à Los Angeles en Californie, est un écrivain américain de science-fiction.

## Biographie
James Henry Schmitz (15 octobre 1911 - 18 avril 1981) était un écrivain américain né à Hambourg, en Allemagne, de parents américains. Mis à part deux ans à l'école de commerce de Chicago, Schmitz a vécu en Allemagne jusqu'en 1938, avant que la Seconde Guerre mondiale n'ait éclaté en Europe en 1939. Pendant la Seconde Guerre mondiale, Schmitz a été photographe aérien dans le Pacifique pour le Corps de l'Air de l'armée des États-Unis. Après la guerre, il a dirigé avec son beau-frère une entreprise qui a fabriqué des remorques jusqu'à ce qu'ils aient arrêté l'entreprise en 1949.
Schmitz est mieux connu comme un écrivain de space-opéra et pour des personnages féminins forts (tels que Telzey Amberdon et Trigger Argee) qui ne correspondait pas au stéréotype de la jeune fille en détresse typique de la science-fiction pendant le temps qu'il écrivait. Sa première histoire publiée était Greenface, publiée en août 1943 dans Unknown. La plupart de ses œuvres font partie de la série "Hub", bien que son roman le plus connu soit The Witches of Karres (Les Sorcières de Karrès, Club du livre d'Anticipation no 45 , Opta 1973) concernant les « sorcières » juvéniles avec de véritables pouvoirs psi et leur évasion de l'esclavage. Karres a été nommé pour un prix Hugo. Schmitz est mort d'une insuffisance pulmonaire congestive en 1981 après un séjour de cinq semaines à l'hôpital de Los Angeles. Il a survécu à sa femme, Betty Mae Chapman Schmitz.

## Œuvres traduites en français (Romans et nouvelles)
- [1]Agent de Véga, Opta, coll. « Galaxie-bis », 1970 ((en) Agent of Vega, 1949), trad. Bruno Martin, 252 p.
- Race démoniaque, Albin Michel, coll. « Science-fiction », 1973 ((en) The Demon Breed, 1968), trad. François Truchaud, 249 p.
- Les Sorcières de Karrès / Les Haleines du temps, Opta, coll. « Club du livre d'anticipation », 1973 ((en) The Witches of Karres / A Nice Day for Screaming and Other Tales of the Hub), trad. Jacques Polanis, 470 p.
- Nouvelles traduites en français :
- Agent de Véga [Série Véga] (1949, Agent of Vega) - Agent de Véga, Opta, Galaxie Bis no 14, 1970.La Seconde Nuit de l'été [Série Véga] (1950, The Second Night of Summer) - Ed. Nuit & Jour, Galaxie no 2, 1954. - Agent de Véga, Opta, Galaxie Bis no 14, 1970.
- La Vérité sur Cushgar [Série Véga] (1950, The Truth About Kushgar) - Agent de Véga, Opta, Galaxie Bis no 14, 1970.
- Les Illusionnistes [Série Véga] (1951, Space Fear / The Illusionnists) -Agent de Véga, Opta, Galaxie Bis no 14, 1970.
- L'Altruiste (1952, Altruist) - Surhommes, télépathes et suresprits, Ed. Opta, Marginal no 12, 1976 (rééd. 1976)
- Les Invisibles (1952, Altruist) - Ed. Nuit & Jour, Galaxie no 24, 1955.
- Le Garde (1953, Caretaker) - Histoires de planètes, Livre de Poche, La Grande Anthologie de la SF no 3769, 1975 (rééd. 1977, 1985)
- Vigilance (1953, Caretaker) - Ed. Nuit & Jour, Galaxie no 10, 1954. - Phares stellaires et sillages atomiques, Ed. Opta, Marginal no 15, 1977.
- Nous ne voulons pas d'histoires (1953, We Don't Want Any Trouble) - Ed. Nuit & Jour, Galaxie no 14, 1955.
- Pépé [Série Hub] (1955, Grandpa) -  Invariant - Biologie et Science-Fiction, Londreys, 1985.
- Les Hyacinthes des étoiles [Série Hub] (1961, The Star Hyacinths (The Tangled Web)) - Les Sorcières de Karres/Les haleines du temps, Opta, CLA, 1973.
- Le Réfractaire (1962, These Are the Arts) - Opta, Revue Fiction no 118, 1963.
- L'Autre Ressemblance [Série Hub] (1962, The Other Likeness) - Les Sorcières de Karres/Les haleines du temps, Opta, CLA, 1973.
- Les Haleines du temps [Série Hub] (1962, The Winds of Time) - Les Sorcières de Karres/Les haleines du temps, Opta, CLA, 1973.
- Les Hommes-Machines [Série Hub] (1964, The Machmen) - Les Sorcières de Karres/Les haleines du temps, Opta, CLA, 1973.
- La Planète de l'oubli (1965, Planet of Forgetting) - Opta, Revue Galaxie no 35, 1967.
- Alpha et Omega (1965, Research Alpha) (avec VAN VOGT Alfred E.) - Alpha et Omega, Le Masque SF no 54, 1977.
- Point Oméga (1965, Research Alpha) (avec VAN VOGT Alfred E.) - Opta, Revue Galaxie no 27, 1966.
- Un beau jour pour hurler [Série Hub] (1965, A Nice Day for Screaming) - Les Sorcières de Karres/Les haleines du temps, Opta, CLA, 1973.
- Écologie compensée [Série Hub] (1965, Balanced Ecology) - Les Sorcières de Karres/Les haleines du temps, Opta, CLA, 1973.
- Écologie intégrée [Série Hub] (1965, Balanced Ecology) - Histoires écologiques, Livre de Poche, La Grande Anthologie de la SF no 3778, 1983.
- Question d'attitude [Série Hub] (1969, Attitudes) - Opta, Revue Fiction no 194, 1970.